# O iubire fără sfârșit (film)
O iubire fără sfârșit (în engleză What Dreams May Come) este un film american de genul dramă supranaturală din 1998, regizat de Vincent Ward și avându-i în rolurile principale pe Robin Williams, Cuba Gooding, Jr. și Annabella Sciorra. Filmul este o adaptare a romanului cu același nume din 1978 al lui Richard Matheson. Titlul este luat dintr-un vers din solilocviul A fi sau a nu fi din piesa Hamlet a lui William Shakespeare.

## Rezumat
În timp ce se afla în vacanță în Elveția, Dr. Christopher "Chris" Nielsen (Robin Williams) se întâlnește întâmplător cu artista Annie Collins (Annabella Sciorra), față de care simte o conexiune instantanee. Ei se căsătoresc și au doi copii: Ian (Josh Paddock) și Marie (Jessica Brooks Grant). Viața lor idilică se sfârșește atunci când copiii lor mor într-un accident de mașină și în timp ce lucrurile sunt la început foarte dificile, Annie suferind o cădere nervoasă și existând un risc de divorț, ei reușesc să treacă peste acest moment.
Cu toate acestea, la aniversarea zilei în care ei au decis să nu divorțeze, Chris este implicat într-un accident de mașină în care este ucis. Inițial confuz de faptul că nimeni nu poate interacționa cu el, Chris zăbovește pe Pământ, văzând-o pe Annie făcând față acestei pierderi. El încearcă să comunice cu ea până când înțelege că acest lucru îi provoacă rău și decide să meargă mai departe.
Chris se trezește în Astral, în care un om (Cuba Gooding Jr.), pe care Chris îl recunoaște ca fiind Albert, prietenul și mentorul său de la casa de sănătate, este acolo pentru a-l îndruma. Albert îi prezintă lui Chris noile sale capacități, ambii fiind surprinși atunci când un copac Jacaranda albastru apare spontan în secțiunea personală a Raiului lui Chris ca urmare a faptului că Annie pictase un copac într-un tablou nou, indicând astfel faptul că cei doi sunt un caz rar de suflete pereche. În cursul turului său, el întâlnește, de asemenea, o femeie asiatică, pe al cărei ecuson scria "Leona", pe care el o recunoaște ca fiind fiica lui, Marie, care trăia într-o secțiune a Raiului în forma unei diorame. Cei doi au o întâlnire emoționantă.
Între timp, pe Pământ, Annie nu este capabilă să facă față pierderii soțului ei și se sinucide. Chris, care crede inițial că ea a scăpat de suferință, devine furios atunci când află că cei care se sinucid sunt trimiși în Iad, ca urmare a faptului că natura lor a creat o lume de "anti-fantezie" bazată pe durerea lor. El este neînduplecat în dorința de a o salva pe Annie din Iad, în ciuda insistenței lui Albert că nimeni nu a reușit așa ceva până atunci. Albert este de acord să-i găsească lui Chris o "călăuză" (care ia forma lui Sigmund Freud), pentru a-l ajuta să găsească sufletul lui Annie.
Călătorind spre Iad, Chris se trezește reamintindu-și de fiul său. Amintindu-și de faptul că el l-a numit ca fiind omul cu care ar vrea să înfrunte Iadul, Chris își dă seama că Albert este Ian: băiatul îi explică faptul că el a ales să apară ca Albert pentru că acesta din urmă era singura persoană pe care Chris ar asculta-o vreodată. Înainte de a merge mai departe, Ian îi cere lui Chris să-și amintească cum și-a salvat căsnicia în timpul de după accidentul de mașină, atunci când durerea lui Annie a condus-o la internarea într-o casă de sănătate și la pericolul unui divorț.
După ce traversează un câmp plin cu suflete ale celor blestemați, ei dau peste o replică infernală a casei lui și a lui Annie. Călăuza, care se dezvăluie ca fiind Albert, îl avertizează pe Chris că dacă va rămâne cu Annie mai mult de câteva minute, el poate deveni prins permanent acolo și că tot ce poate face el este să-și ia "la revedere" de la soția sa. El îi explică, de asemenea, lui Chris că cei dragi le apar celorlalți ca fiind alte persoane.
Chris intră în casă și o găsește pe Annie în imposibilitatea de a-și aminti ceva, chiar și faptul că ea s-a sinucis. După ce își dă seama că este incapabil de a o face să-și amintească, el alege să se alăture lui Annie pentru totdeauna în Iad. Cu toate acestea, amintindu-și de cuvintele pe care le spune că el acceptă sacrificiul ca și atunci când ea fusese internată în casa de sănătate, Annie vine la el și Chris se trezește cu Annie în Rai.
Chris și Annie sunt reuniți cu copiii lor (care vin ca aparițiile lor de pe Pământ) și în timp ce cei patru sunt fericiți să se vadă din nou, Chris sugerează să fie renăscut astfel ca el și Annie să poată experimenta singurul lucru pe care nu vor putea să-l reproducă în Astral: viața. Filmul se încheie cu Chris și Annie întâlnindu-se din nou, ei fiind copii mici.

## Distribuție
| Actor                | Personaj                          |
| -------------------- | --------------------------------- |
| Robin Williams       | Chris Nielsen                     |
| Cuba Gooding Jr.     | Albert Lewis                      |
| Annabella Sciorra    | Annie Collins-Nielsen             |
| Max von Sydow        | Călăuza                           |
| Jessica Brooks Grant | Patrick Wisely                    |
| Josh Paddock         | Ian Nielsen                       |
| Rosalind Chao        | Leona                             |
| Lucinda Jenney       | Doamna Jacobs                     |
| Maggie McCarthy      | Stacey Jacobs                     |
| Wilma Bonet          | Angie                             |
| Matt Salinger        | Reverendul Hanley                 |
| Carin Sprague        | Cea mai bună prietenă a lui Cindy |

## Recepție

### Recepție critică
Roger Ebert de la Chicago Sun-Times a realizat o recenzie extrem de pozitivă, acordându-i filmului trei stele și jumătate din patru și remarcând:
| “ | Am dezamăgirile mele față de el. Dar nu aș vrea ca ele să te descurajeze să-l vezi pentru că aceasta este un film care, chiar în forma sa imperfectă creată de modul în care filmele pot imagina necunoscutul, poate conduce imaginația noastre în locuri minunate. Și conține interpretări efectiv emoționante ale lui Robin Williams și Annabella Sciorra." | ” |

James Berardinelli de la ReelViews i-a dat filmului O iubire fără sfârșit trei stele din patru, spunând: 
| “ | Multe filme au oferit reprezentări ale Raiului și Iadului, dar puține cu atât de multă convingere și creativitate ca O iubire fără sfârșit. Intriga, care se concentrează pe sacrificiile făcute de un om pentru dragostea adevărată, nu este nici complicată, nici originală, dar, susținută de simțul vizual incredibil al regizorului, ea devine o piesă de dramă. | ” |

Lui Stephen Hunter de la Washington Post nu i-a plăcut filmul, despre care el a simțit că a fost "supraprodus și suprapopulat, fie cu personaje, fie cu idei" și că-i "lipsește ... drama". Owen Gleiberman de la Entertainment Weekly a dat filmului un rating C+, spunând că:  
| “ | dacă sentimentalismul ursuz al filmului dă la o parte ludicul, el nu este foarte dramatic. Ne simțim ca și cum ne-am împotmolit în interiorul unei secvențe de vis de două ore. Există o contradicție centrală într-o poveste ca aceasta: filmul poate predica publicului cu privire la problemele spirituale, dar viziunea efectelor speciale din viața de după moarte nu poate ajuta." | ” |

Când i s-a cerut opinia cu privire la adaptarea pentru film a romanului său, Richard Matheson a spus: "Nu voi face comentarii despre O iubire fără sfârșit, cu excepția faptului că un producător important de la Hollywood mi-a spus: "Ei ar trebui să facă un film după cartea ta". Amin."

### Premii
Filmul a câștigat Premiul Oscar pentru cele mai bune efecte vizuale la a 71-a ediție a Premiilor Oscar din 1998, distincția fiindu-i atribuită lui Kevin Mack, Joel Hynek, Nickolas Brooks și Stuart Robertson. El a fost nominalizat și la Premiul Oscar pentru cele mai bune decoruri. A câștigat Premiul Art Directors Guild pentru excelență în design de producție.